# Ciao (phim)
Ciao là một bộ phim độc lập đồng tính năm 2008 do Yen Tan đạo diễn và đồng sáng tác và có sự tham gia của Adam Neal Smith, Alessandro Calza, Charles W. Blaum và Ethel Lung.

## Tóm tắt
Với khẩu hiệu "Nếu bạn có thể quay lại... bạn sẽ nói gì với người bạn yêu", Ciao (có nghĩa là cả chào và tạm biệt trong tiếng Ý) kể về hai người đàn ông hình thành mối quan hệ khó có thể xảy ra khi một người bạn chung tên Mark (do Charles W. Blaum thủ vai) đột ngột qua đời trong một vụ tai nạn xe hơi ở Dallas
Người bạn thân nhất của Mark, Jeff (Adam Neal Smith) được giao nhiệm vụ đi qua công cụ của Mark và thông báo cho người thân và bạn bè về cái chết của anh ta. Khi đi qua e-mail của Mark để cho mọi người biết về sự ra đi của anh ta, Jeff phát hiện ra rằng Mark tương ứng với một người đàn ông Ý tên Andrea (Alessandro Calza), người đã lên kế hoạch cho chuyến đi đến Dallas để thăm Mark lần đầu tiên mà không biết anh đã thực sự chết.
Jeff vẫn mời Andrea đến Texas và ở lại với anh ta hai ngày tại địa điểm của anh ta. Ciao miêu tả hai ngày này, nơi hai người bạn thân từ Dallas và người kia đến từ Ý gặp gỡ và nói chuyện chủ yếu về Mark và tác động của anh ta đối với cả hai một cách gần gũi, cá nhân và thẳng thắn. Thông qua những cuộc trò chuyện thân mật này, hai người đàn ông tạo thành mối quan hệ phát triển và họ sớm bị cuốn hút bởi cả hai mối liên hệ với Mark đã qua đời và bởi sự thân mật ngày càng tăng với nhau. Andrea phải rời đi sau 2 ngày ở lại, nhưng mời Jeff đến Ý để thăm vào một ngày sau đó.

## Diễn viên
- Adam Neal Smith vai Jeff
- Alessandro Calza vai Andrea
- Charles W. Blaum vai Mark
- Ethel Lung vai Lauren
- John S. Boles vai Cha của Mark
- Margaret Lake vai Mẹ của Mark
- Tiffany Vollmer vai Doctor

## Sản xuất
Ciao được thực hiện với ngân sách rất nhỏ và được đồng sáng tác bởi Yen Tan và nam diễn viên Alessandro Calza. Bộ phim được sản xuất bởi Jim McMahon, được đồng sản xuất và chỉnh sửa bởi David Patrick Lowery, và đồng sản xuất bởi James M. Johnston, người cũng từng là trợ lý giám đốc thứ nhất.

## Âm nhạc
Chủ đề âm nhạc chính của bộ phim là "Five Times a Minute" được hát bởi Charles W. Blaum (người đóng vai Mark đã chết) và Adam Neal Smith (người đóng vai Jeff). Bài hát được viết bởi Curtis Glenn Heath. Nó được thể hiện khi Andrea (do Alessandro Calza thủ vai) giới thiệu một video mà anh ấy đã nhận được từ Mark nơi anh ấy tuyên bố tình yêu của mình và liên quan đến cả Andrea và Jeff.

## Tiếp nhận
Bộ phim nhận được nhiều ý kiến trái chiều. Ruthe Stein từ San Francisco Chronicle ca ngợi diễn xuất, nhưng giống như một số nhà phê bình khác chỉ trích "tốc độ ốc sên" của câu chuyện trong phim. AfterElton được đặt tên là Ciao "bộ phim đồng tính hay nhất tôi từng xem trong năm nay" và Los Angeles Times gọi đó là "một sự mặc khải; một tác phẩm tối giản có hiệu quả tối đa".

## Giải thưởng
Bộ phim đã giành giải thưởng của Ban giám khảo/Phim truyện hay nhất tại Liên hoan phim đồng tính & đồng tính nữ quốc tế Philadelphia, Cuộc thi sư tử Queer tại Liên hoan phim Venice, đã được đề cập một cách vinh dự tại AFI Giải thưởng Dallas, và là một phần của Lựa chọn chính thức cho Outline Framefest Newline.